# John Christopher Willis
John Christopher Willis  (Birkenhead, 20 de fevereiro de 1868 – Montreux, 21 de março de 1958) foi um botânico britânico.